# L'Esla
L'Esla (en francès Lisle) és un municipi francès situat al departament de la Dordonya i a la regió de la Nova Aquitània.

## Demografia
| 1962                                       | 1968 | 1975 | 1982 | 1990 | 1999 | 2007 |
| ------------------------------------------ | ---- | ---- | ---- | ---- | ---- | ---- |
| 967                                        | 990  | 934  | 917  | 946  | 907  | 922  |
| Des de 1962: població sense dobles comptes |      |      |      |      |      |      |

## Administració
| Període   | Identitat                 | Partit |
| --------- | ------------------------- | ------ |
| 1948-1977 | Antoine Cruiveller        |        |
| 1977-1989 | Michel Lacour             |        |
| 1989-2001 | Jean-Jacques Villepontoux |        |
| 2001-     | Joël Constant             |        |